# Scolecobasidium anellii
Scolecobasidium anellii är en svampart som beskrevs av Graniti 1963. Scolecobasidium anellii ingår i släktet Scolecobasidium, divisionen sporsäcksvampar och riket svampar.   Inga underarter finns listade i Catalogue of Life.